# Levitatie (bovennatuurlijk)

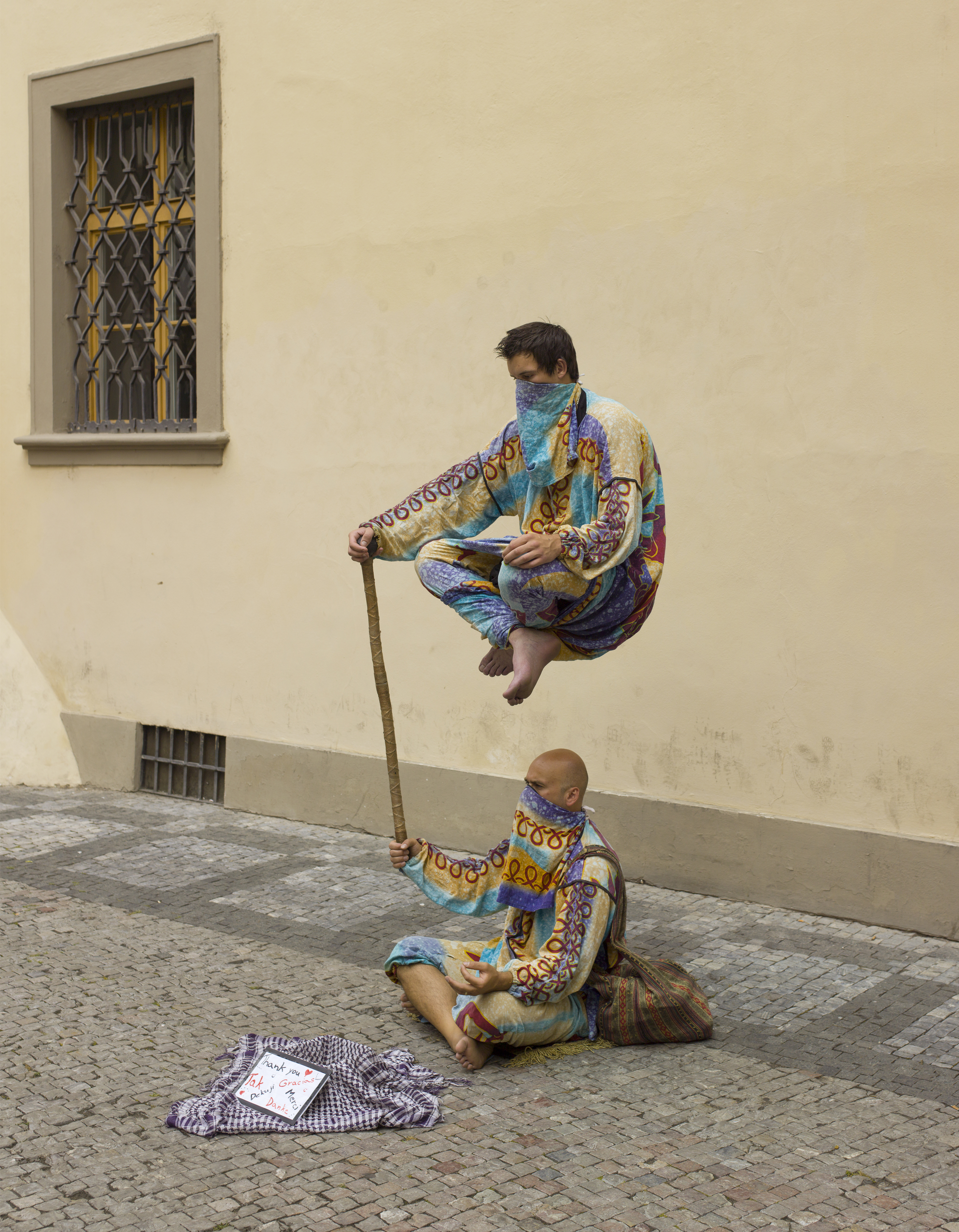
Straatartiesten in Praag houden hun publiek voor de gek met een metalen ondersteuningsysteem

Metafysische levitatie, of kortweg levitatie, is het veronderstelde bovennatuurlijke fenomeen van het omhoog zweven van voorwerpen of levende wezens. Er bestaat geen bewijs dat levitatie fysiek kan plaatsvinden, noch zijn er wetenschappelijke theorieën over de mogelijkheid tot fysieke levitatie.
Meestal wordt de term in beperkte betekenis gebruikt en refereert dan aan de levitatie van het menselijk lichaam. Zowel oosterse mystici als moderne mediums gewagen van levitatie.

## Algemeen
Gevallen van levitatie werden al in vroegere tijden gerapporteerd: heiligen, extatici, heksen en slachtoffers van bezetenheid zouden in een bijzondere bewustheidstoestand de zwaartekracht overwonnen hebben. J.J. von Görres (Die Christliche Mystik) spreekt van 72 leviterende heiligen, onder wie Franciscus van Assisi, Thomas van Aquino, Edmund, aartsbisschop van Canterbury, Savonarola, Ignatius van Loyola en vele anderen. Van hen werd gezegd dat ze geregeld op korte afstand boven de grond zweefden. Oliver Leroy geeft een gemiddelde aan van 50 cm (20 inches). In sommige gevallen werden grotere hoogten 'behaald'. Van Sint-Jozef van Cupertino werden in de Acta Sanctorum tot 70 'vluchten' geregistreerd, waarbij hij in één geval in een boom vloog en daar op een dunne tak bleef zitten wiegen. Van Sint-Petrus van Alcantara werd volgens Görres eveneens gezegd dat hij soms hoog boven de bomen tussen vrolijk zingende vogels rondzweefde.
Gevallen van levitatie worden druk bediscussieerd. Spiritualisten zien levitatie als een soort extase of een manifestatie van psychische krachten. Wetenschappers beschouwen het als bedrog en ontkennen het bestaan van dergelijke fenomenen.
In diverse occulte stromingen wordt geloofd dat levitatie door middel van een meditatietechniek kan worden bewerkstelligd. In de 19e eeuw, toen het spiritisme een rage was, behoorde levitatie tot het vaste repertoire van mediums. Toen de onderzoekers van "psychische fenomenen" hun technieken verbeterden, werden vele mediums betrapt op bedrog en verminderden de claims van levitatie zienderogen. Tegenwoordig hoort men nog maar zelden iets over levitatie, maar in het verleden werd er vooral in religieuze context over gerapporteerd ten aanzien van bepaalde heiligen. Ook Vasco da Gama schreef in zijn dagboek getuige te zijn geweest van het 'in de lucht zweven' van boeddhistische lama's.
De beoefenaars van transcendente meditatie kennen siddhitechnieken voor gevorderden. Een ervan wordt "yogisch vliegen" genoemd en is een vorm van kortstondige levitatie ("hoppen").

## Mystieke levitatie in het christendom

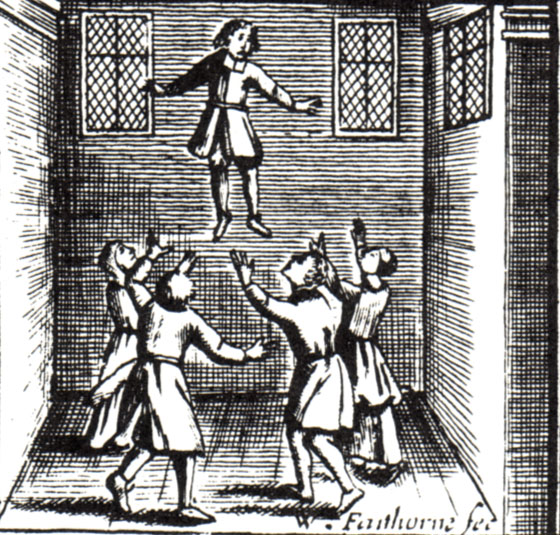
Levitatie van een kind door hekserij, 1681

Beweringen over levitatie in het christendom:
- Jozef van Cupertino (mysticus, geboren 17 juni 1603; gestorven in Osimo, 18 september 1663; feest 18 september) leviteerde volgens de overlevering op verschillende momenten in zijn leven hoog in de lucht voor perioden van meer dan een uur.
- Theresia van Ávila (geboren in Ávila, Spanje, 28 maart 1515, gestorven in Alba, 4 oktober 1582) leviteerde ongeveer 30 centimeter boven de grond voor een periode van iets minder dan een uur in mystieke extase. Ze noemde de ervaring een 'spirituele visitatie'.
- Catharina van Siena (1347-1380) leviteerde in extase.
- Hadewijch van Antwerpen, Vlaamse katholieke mystica (eerste helft 13e eeuw), leviteerde in trance.
- Filippus Neri (geboren in Florence, Italië, 22 juli 1515; gestorven 27 mei 1595) leviteerde verschillende meters hoog in gebed, op bepaalde momenten zelfs tot aan het plafond.
- Ignatius van Loyola (geboren in 1491 in het kasteel van Loyola boven Azpeitia in Gipuzkoa; gestorven in Rome, 31 juli 1556) leviteerde een paar voet hoog en werd zelfs lumineus gedurende het proces.
- Robert de Palentin leviteerde 40 tot 50 centimeter.
- De heilige Dunstan (vroege 10e eeuw) leviteerde vlak voor zijn dood een beetje boven de grond.
- Johannes van het Kruis (geboren in Fontiveros (Ávila), 24 juni 1542; gestorven in Úbeda, Andalusië, 14 december 1591)
- Gemma Galgani (non uit begin van de 20e eeuw) leviteerde in extase.
- De heilige Martinus van Porres (Lima, 9 december 1579 - 3 november 1639) was een Peruaanse dominicaan. Om Martinus te helpen met zijn goede werken voor de armen en behoeftigen zegende God hem met de miraculeuze gave van bilocatie, de gave om door gesloten deuren te passeren en de gave van de levitatie zoals Alban Butler vermeldt in zijn Lives of the Saints.

## Seculiere levitatie bij adel
De bloeitijd voor de levitatiegedachte in Europa was van de 16e tot de 18e eeuw. Vooral in Engeland en Rusland hielden edellieden levitatieavonden in hun kastelen. Louter op basis van wilskracht probeerden ze hun lichaam te laten zweven. John Buchan, een Schotse schrijver en politicus (1875-1940) beschrijft in een biografie de thesis van de markies van Montrose dat er drie vormen van levitatie bestaan:
- 1) Geestelijke levitatie (spirit levitation): door middel van zijn gedachten maakt men reizen;
- 2) Zielslevitatie (soul levitation): door middel van geestelijke wilskracht treedt de ziel uit het lichaam en zweeft vrij rond (ook uittreding);
- 3) Fysieke levitatie van het lichaam (body levitation): het lichaam maakt zich los van of raakt in evenwicht met de zwaartekracht en begint vrij te zweven.

## Levitatiespel
Volgens oosterse mystici zou levitatie verbonden zijn met adem en ademtechniek. De trance begint met een verandering van ademritme. Ook de Zweedse mysticus Swedenborg had al gesteld dat zijn krachten verbonden waren met een systeem van ademhaling. Volgens hindoeleringen wordt de kracht die de zwaartekracht opheft, gegenereerd door ademoefeningen. Het bekende levitatiespel is hierop gebaseerd. Dr. Hereward Carrington probeerde het volgende experiment: één persoon zit op een stoel, vier anderen zullen hem opheffen door hun vingers onder de oksels en knieën van deze persoon te steken. Ze buigen verschillende keren voorover, samen in- en uitademend. Ook de persoon die zit, ademt in hetzelfde ritme in en uit. Op de vijfde tel houden alle personen de adem in, steken snel hun vingers onder knieën en oksels van de zittende persoon en heffen hem moeiteloos op. De 'heffers' rapporteerden dat de zittende persoon licht als een veertje was. Carrington zegt ook dat hij het experiment herhaalde op een platform met een weegschaal, en dat er bij elke levitatieproef een 'gewichtsverlies' optrad. Deze proef wordt echter meestal als een spel opgevat zonder beroep te doen op bovennatuurlijke oorzaken.